# Untere Fulder Gasse 15/17 (Alsfeld)

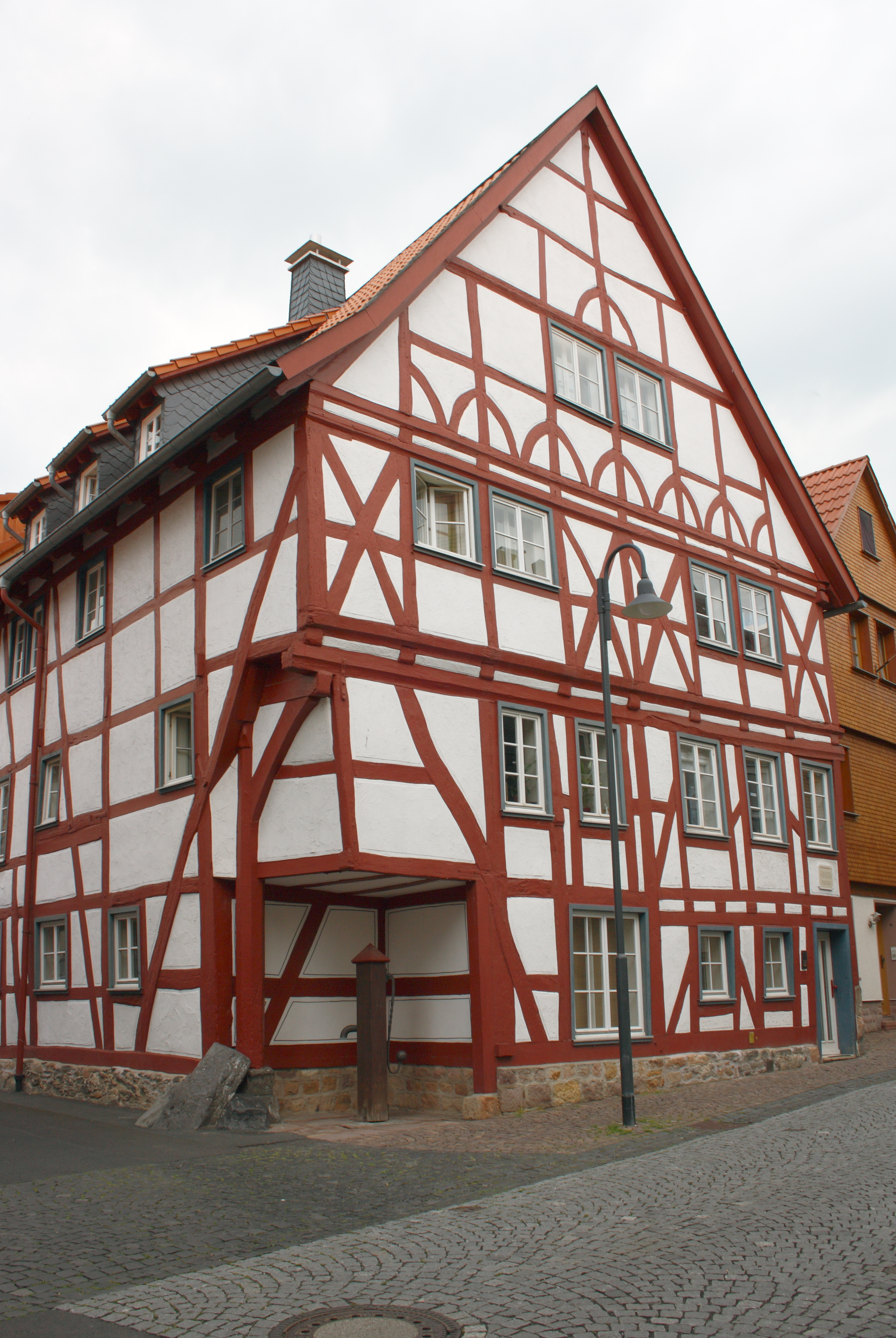
Ansicht des Fachwerkhauses

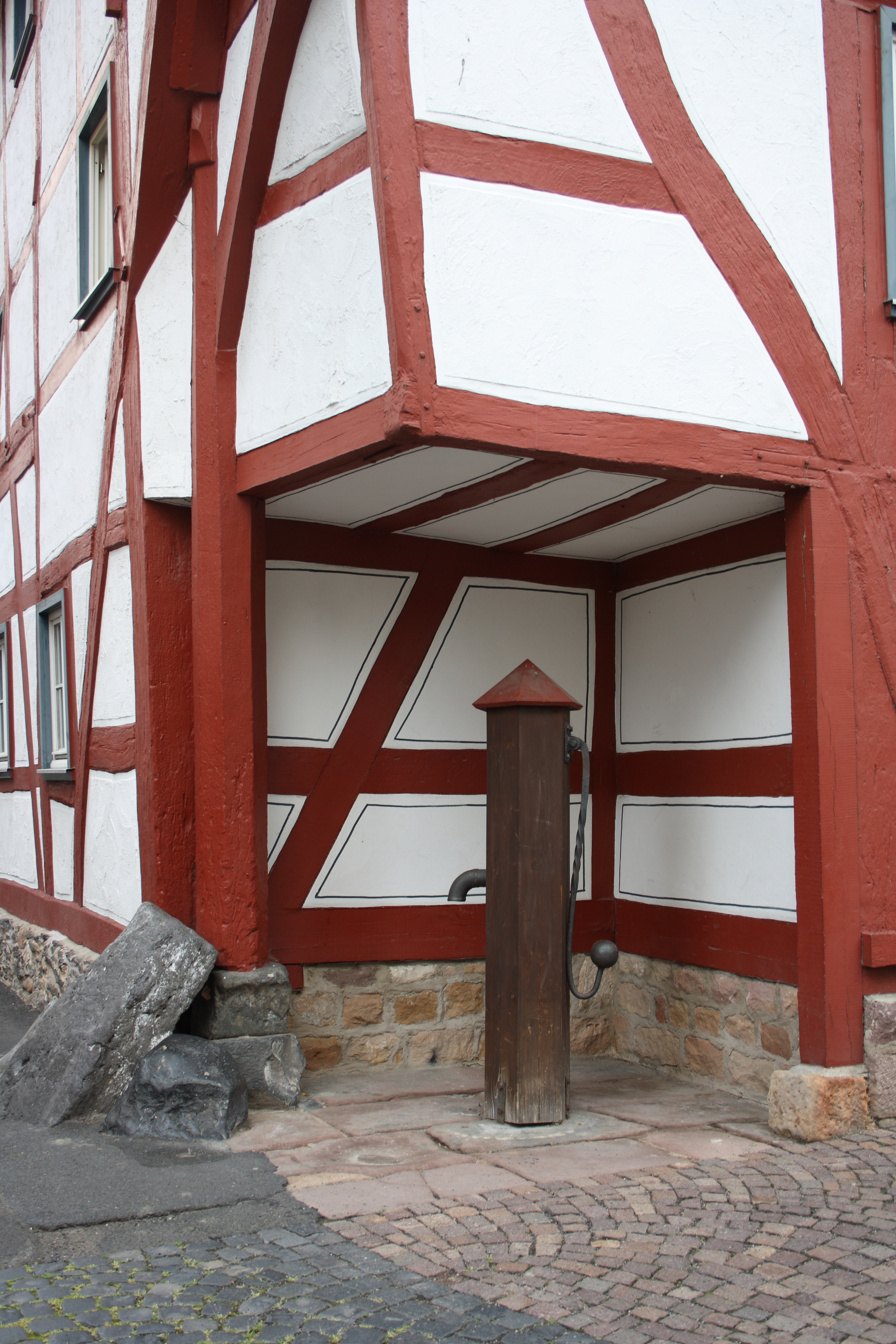
Hausecke mit nachgebildetem Brunnen

Das Haus Untere Fulder Gasse 15/17 in Alsfeld, einer Stadt im Vogelsbergkreis in Hessen, wurde kurz nach 1500 errichtet. Das Fachwerkhaus ist ein geschütztes Kulturdenkmal.

## Beschreibung
Der Ständerbau aus fünf aufeinanderfolgenden Quergebinden ist kurz nach 1511 entstanden. Das Gebäude verfügte über eine hohe, zweischiffige Halle mit gewerblicher Nutzung und einem Obergeschoss für Wohnzwecke. Unter dem Haus ist noch der Gewölbekeller eines Vorgängerbaues vorhanden. Die Teilung des Hauses mit der Beseitigung der Halle erfolgte vermutlich in der zweiten Hälfte des 17. Jahrhunderts. Das giebelständige Fachwerkhaus mit drei Geschossen prägt wesentlich den Straßenzug. Der straßenseitige Giebel wird von Andreaskreuzen und gebogenen Fußstreben geschmückt.